# موسى العمر
موسى العمر صحفي ومذيع برامج سوري في قناة الغد اللندنية من مواليد 7 مايو 1981 وهو من بلدة تفتناز والتي تقع ناحية في الشمال الشرقي من مدينة إدلب

## التعليم والمهنة
درس المرحلة الثانوية في دمشق وحاز على درجة دبلوم عالي في الإعلام من جامعة دمشق عام 2004. بداية مشواره الصحفي في قناة شام الفضائية وهو أحد المؤسسين للقناة ومذيع رئيسي لنشرات الأخبار قبل أن تغلقها السلطات السورية نهاية 2006 بعدها انتقل إلى قناة الدولية الأخبارية في دبي ومن ثم انتقل بداية عام 2010 إلى قناة الحوار اللندنية كمذيع للبرنامج السياسي اليومي أضواء على الأحداث ومقدم برنامج الانتفاضة العربية الكبرى والذي يغطي حالة الحراك الشعبي العربي. والآن يعمل في قناة الغد العربي والتي تبث من لندن.

## الحياة الشخصية
عُرف عنه دعمه للثورة السورية كما قام بتغطية عدة مساعدات خيرية لسوريا وموسى مقيم في لندن ويحضر لدرجة الماستر في الإعلام في جامعة لندن يشهد له الكثير من المراقبين بثقافته العالية وحضوره الجميل والحيوية في الأداء وبتاريخ 14 يونيو 2012 أعلن موسى العمر على صفحته في الفيس بوك والتويتر استقالته رسميًا من قناة الحوار الفضائية
موسى العمر انضم لقناة سوريا الغد وأصبح من أحد مذيعيها ويقدم برنامج سوريا اليوم خلفاً للمذيع الكبير توفيق الحلاق.
العمر انضم مؤخراً لقناة الغد العربي وهي فضائية إماراتية تُبث من لندن .

## من برامجه في قناة الحوار (سابقًا)
- الانتفاضة العربية الكبرى.
- جولة الصحافة.
- في ذكرى الثورة سوريا.
- أضواء على الأحداث.

## من برامجه في قناة سوريا الغد (سابقًا)
- سوريا اليوم